# Fábrica de Harinas Nuestra Señora de Ibernalo
La Fábrica de Harinas Nuestra Señora de Ibernalo, actualmente Harinas y derivados Ibarrondo S.A., es una fábrica fundada en 1947 en Santa Cruz de Campezo (Álava). A pesar de su creación tardía, el conjunto evoca la época inicial de la industrialización del sector y las fábricas harineras anteriores, tal y como se puede observar en la estructura del edificio, el proceso de producción y la maquinaría conservada. La empresa familiar se inició en el mismo lugar en 1889 con la construcción, por parte de Feliciano Ibarrondo, de un molino hidráulico tradicional.

## Historia

### La industria harinera en Álava
La configuración geográfica de Álava impulsó que se desarrollara en el territorio una importante actividad agrícola a lo largo de la historia. Por ello, las principales iniciativas empresariales de calado se centraron, a excepción de puntos como la capital vitoriana o la zona de Ayala, en el sector agroalimentario.

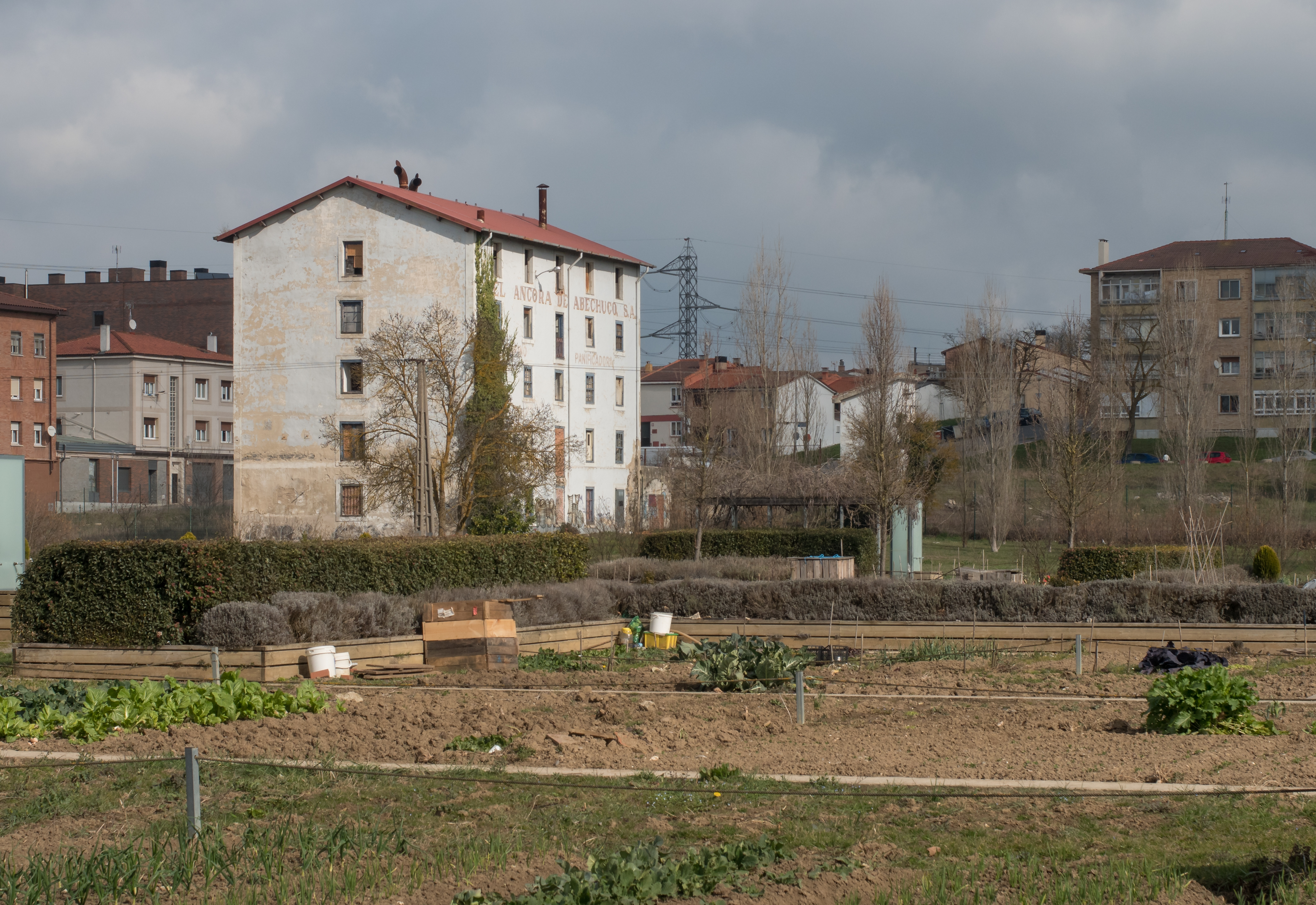
El edificio abandonado de la harinera El Áncora de Abetxuco (Vitoria-Gasteiz)

En el siglo XIX y principios del siglo XX, las fábricas de harinas, edificios de estructuras muy reconocibles, fueron una seña de identidad del paisaje de la industrialización en Álava. A mediados del siglo XIX llegaron a contabilizarse hasta diecisiete de ellas, que fueron desapareciendo con el transcurso de los años. Posiblemente fue la de Salvatierra, en 1848, la primera fábrica de harinas de Álava; poco tiempo después nacieron la de Eskalmendi en 1851, y El Áncora de Abechuco, creada en 1854. Estas primeras iniciativas se situaban a medio camino entre los antiguos ingenios hidráulicos, y la verdadera modernización del sector, que no tendría lugar hasta el último tercio del siglo XIX. Aunque la molinería tradicional siguió siendo muy importante, se daba un paso decisivo para competir con las instalaciones foráneas, especialmente con las francesas, cuyas harinas habían ido desplazando a las de producción local con un coste muy inferior.
En las nuevas fábricas, la maquinaria se concentraba en edificios de estructura vertical, agrupada en plantas por secciones (lavado, molienda, cernido, selección, empaquetado…), aprovechando la fuerza de la gravedad para desplazar el producto de una sección a otra. Aparte del abaratamiento de la producción, con un notable ahorro de energía, los cambios trajeron consigo una mejora sustancial en la calidad del producto obtenido. En este marco, adquiere especial valor la harinera de Campezo, la última construida en Álava, y en 2025 aún en activo.

### La fábrica

#### Ubicación

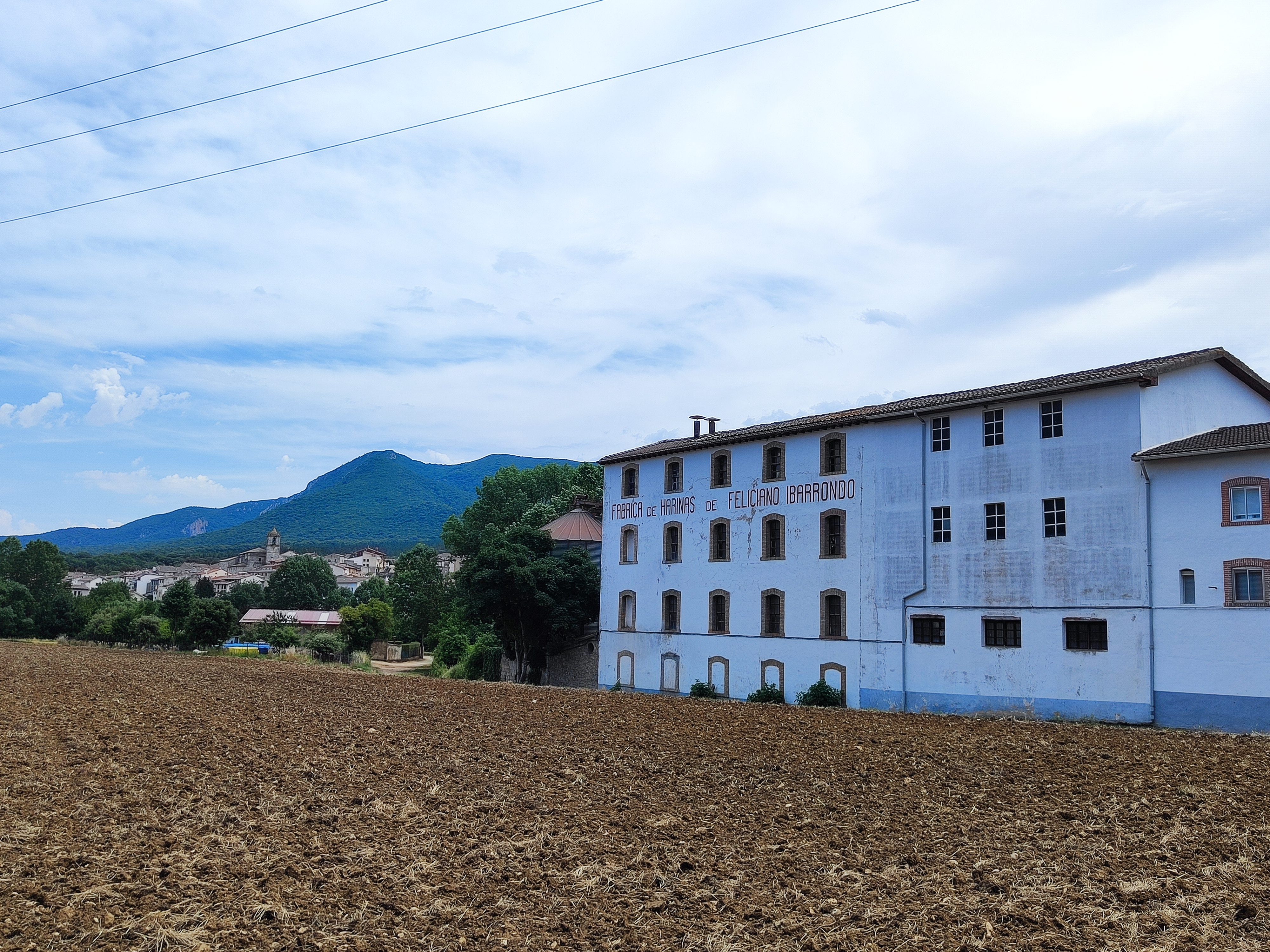
Exterior del edificio de la harinera de Nuestra Señora de Ibernalo

El conjunto de edificios se sitúa en el sector oeste del área urbana de Santa Cruz de Campezo, junto a otras empresas. Está al borde de la carretera que llega a Campezo por el oeste desde Vitoria y está formado por almacén, garaje y pabellones industriales. Los edificios nuevos que se han ido construyendo han mantenido el estilo del edificio original.

#### Comienzos
En 1889, Feliciano Ibarrondo construyó un molino hidráulico tradicional para la molturación del grano de cereal. Con el paso del tiempo al molino se le fueron añadiendo nuevos elementos tecnológicos modernizadores: en los años veinte del siglo XX, aprovechando las instalaciones hidráulicas, se llevó a cabo la electrificación de las instalaciones a través de la instalación de una turbina Voith que también proporcionaba alumbrado al pueblo.
Para poder competir con las harineras del entorno, los Ibarrondo decidieron renovarse construyendo una fábrica muy cerca del pequeño molino hidráulico. Para ello, contactaron con el barcelonés Luis Vila, representante en España de una de las compañías más prestigiosas en el ámbito de la ingeniería molinera, la casa inglesa Thomas Robinson & Son Limited, de Rochdale, que había equipado ya a numerosas harineras en Cataluña, Aragón y País Vasco. El proyecto se convirtió en realidad en 1947. Como en un principio era la energía hidráulica y no la eléctrica la que movía los motores, a 700 metros al oeste de la harinera se habilitó una alberca o depósito de aguas derivadas del río Ega, desde donde se conducía el agua a través de un canal.

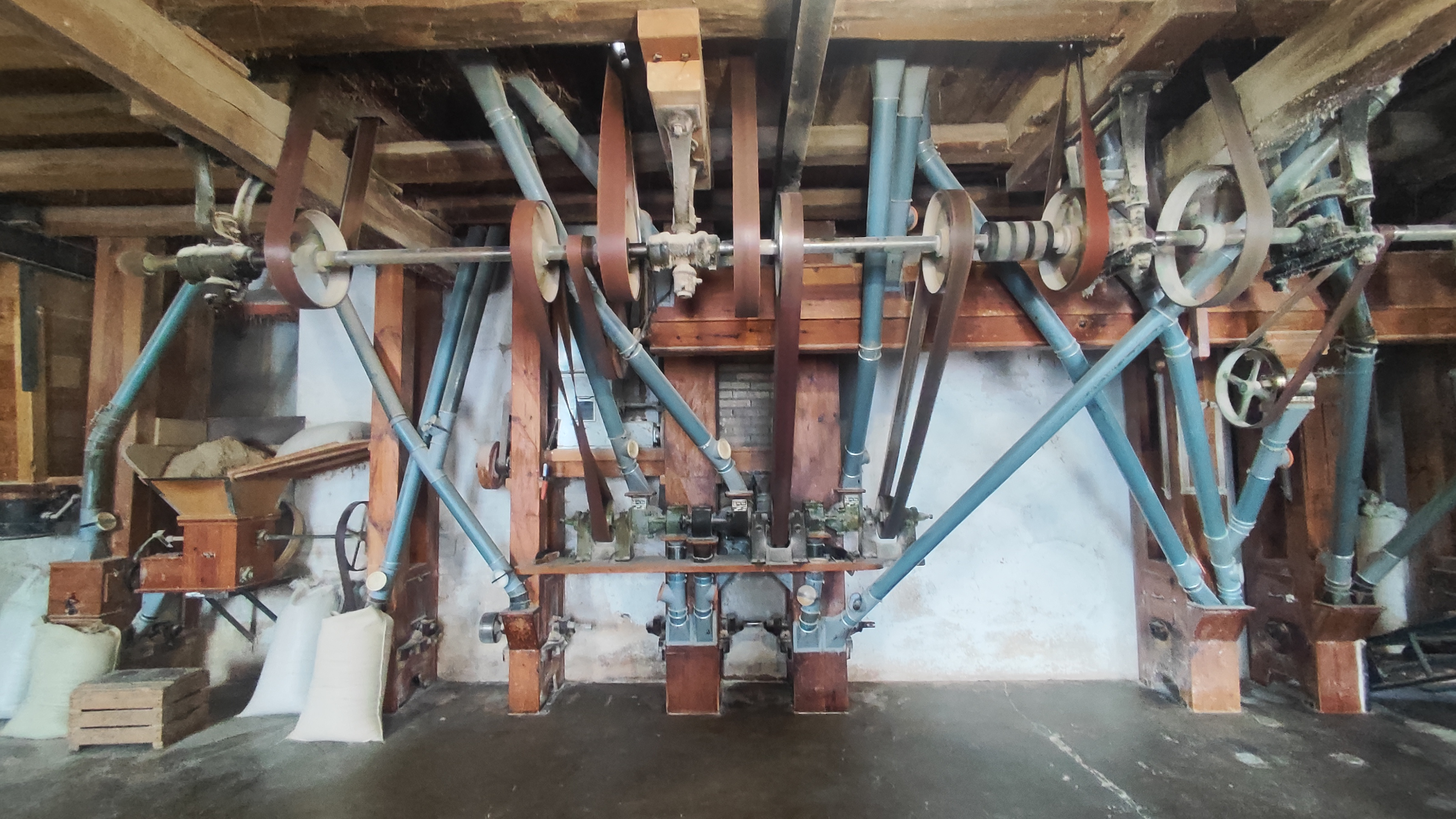
Maquinaria

#### El edificio

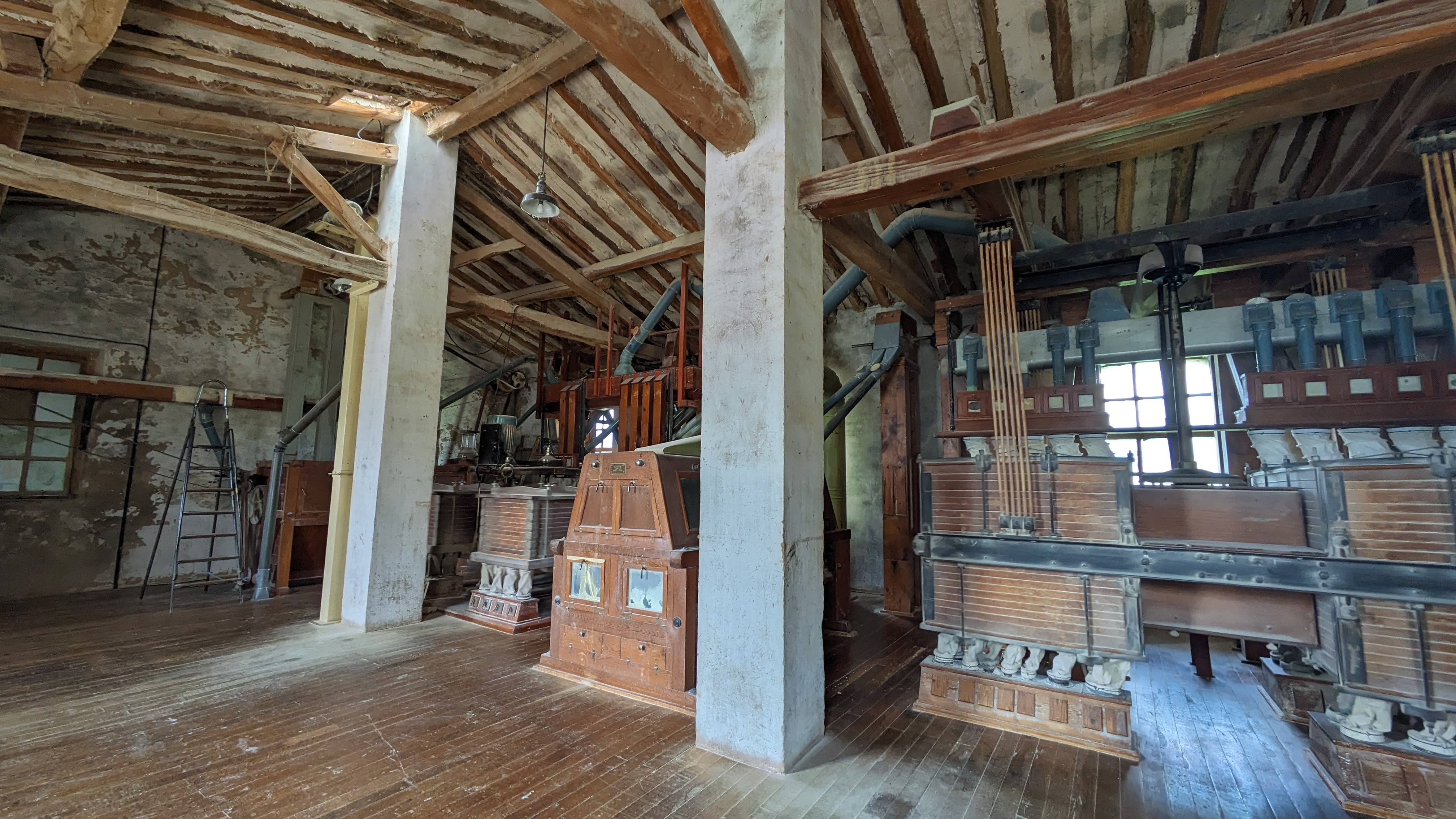
Fábrica de Harinas Nuestra Señora de Ibernalo (Campezo). Piso superior

Desde el punto de vista arquitectónico, es una construcción funcional de estructura de hormigón, rectangular, de cuatro alturas de pisos de 18 por 8 metros y cubierta a dos aguas. Los muros son de fábrica de mampostería y están revestidos de pintura blanca. Gran parte de la estructura y de la maquinaria es de madera. La iluminación se logra gracias a cinco ventanas por planta, de arco rebajado y recerco de ladrillo a cara vista. En la fachada principal pintado en rojo y con letras grandes figura el nombre con el que se fundó la fábrica en el año 1947 (Fábrica de Harinas Nuestra Señora de Ibernalo) y el de su fundador (Feliciano Ibarrondo).

#### Proceso productor
En sus comienzos, esta harinera fabricaba fundamentalmente harina para pan. La mayor parte del trigo que se compraba directamente a los agricultores, provenía de Álava y Navarra aunque en ocasiones se mezclaba con trigo sevillano. La producción iba destinada a los mercados del País Vasco. El organizar la producción de manera vertical tenía como objetivo buscar el mayor rendimiento energético, ya que se aplicaba la gravedad a la molturación de los granos. El grano se aspiraba y pasaba por todas las plantas productoras a través de tuberías. En los distintos pisos se llevaba a cabo los diferentes procesos productivos como la limpieza con máquinas de criba, la selección y procesado de los granos, el triturado y las sucesivas moliendas hasta producir la harina de alta calidad, el empaquetado etc.

#### Presente
La fábrica conserva en 2025 la mayor parte de la maquinaria original. Harinas y derivados Ibarrondo S.A. es la única empresa, aún de carácter familiar, que queda en Álava y en todo el País Vasco dedicada a moler cereal. Se dedica a comprar el trigo a los agricultores de la zona, del País Vasco, La Rioja, Navarra y Cantabria, molturarlo y hacer harinas empleadas especialmente para la repostería. Las ventas, principalmente al por mayor, se destinan al País Vasco, Navarra y Cantabria.